# Tamiasciurus hudsonicus
 La ardilla común o ardilla roja (Tamiasciurus hudsonicus) es una especie de roedor esciuromorfo de la familia Sciuridae. Es una de las ardillas más extendidas por los bosques de Norteamérica. 
Su cuerpo mide entre 17 y 20 cm, y su cola entre 15 y 25 cm. Pesa de 450 a 540 g. Su pelaje es de color rojizo. Cuando llega el verano aparecen penachos en los pelos de las orejas. En sus manos tiene cuatro dedos mientras que en las posteriores tiene cinco. Este roedor no presenta ningún tipo de dimorfismo sexual.
Su fórmula dentaria es la siguiente:{\displaystyle {\tfrac {1.0.2.3}{1.0.1.3}}} = 22.

## Hábitat y distribución
Normalmente vive en las zonas sombrías de los bosques de coníferas, aunque se le puede encontrar en los bosques de hoja caduca, y es más frecuente en las zonas de baja montaña que en la altitud, prefiriendo los bosques jóvenes y cerrados.
Los nidos son esféricos, de un tamaño aproximado de 22 cm, y suelen tener 2 orificios de acceso para facilitar la huida, uno mayor que otro, pudiendo ser taponados desde el interior. Suelen estar colocados entre ramas de los árboles y su interior está tapizado de musgo, hojas, ramas, paja o líquenes.
Se adapta a la vida desde el nivel del mar hasta los 2000 metros de altitud.
Su distribución mundial se expande por toda Europa y el norte de Asia, excluyendo las islas del Mediterráneo. En Gran Bretaña e Irlanda, la población de ardilla roja ha bajado drásticamente durante los últimos años, en parte a causa de la introducción de la ardilla gris (Sciurus carolinensis) de Norteamérica. 
Dentro de la península ibérica está presente de manera más o menos uniforme, faltando sólo en el cuadrante suroeste. Ocupa de manera continua la zona norte peninsular, desde Cataluña a Galicia, y el Sistema Ibérico septentrional. En la mitad sur se restringe a los sistemas montañosos con abundantes pinares, como el Sistema Central, la Serranía de Cuenca y los Sistemas Béticos.

## Comportamiento

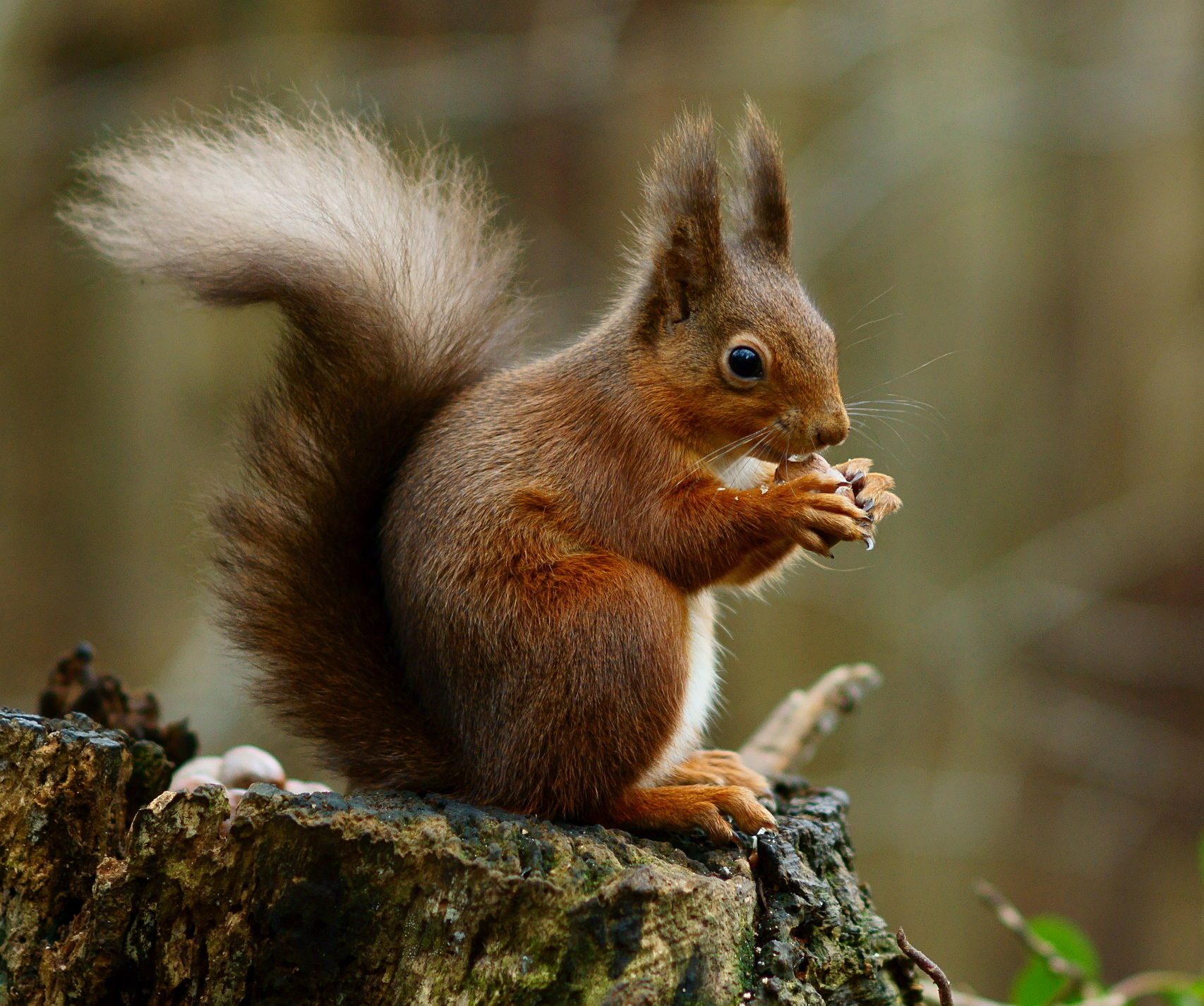
Una ardilla alimentándose

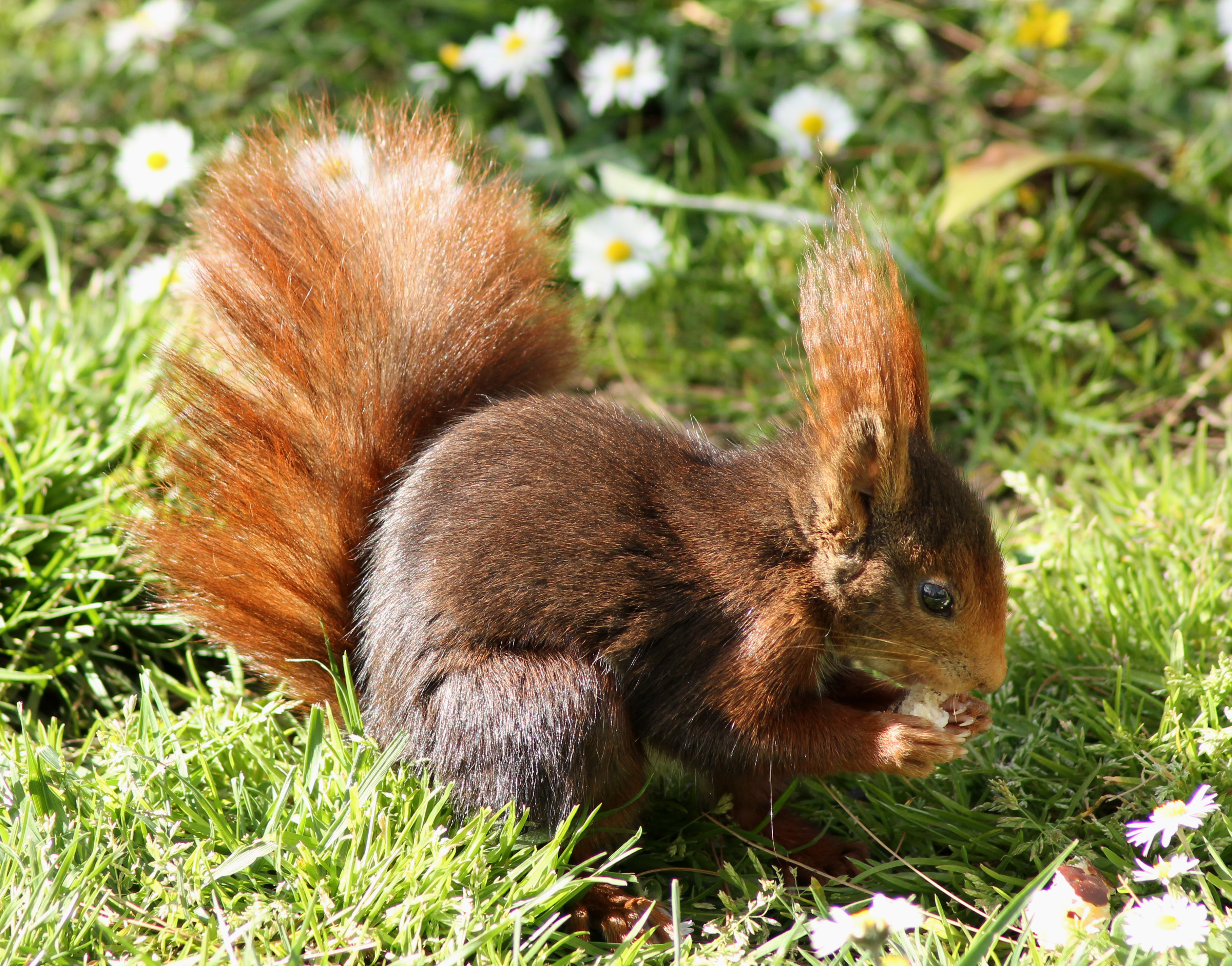
Ardilla roja en el Parque del Buen Retiro de Madrid

Es habitante habitual de los bosques de coníferas, aunque también está presente en otras formaciones arbóreas. durante el día buscando y consumiendo frutos, semillas, cortezas e incluso insectos, huevos y aves. No hiberna, sino que se mantiene activa consumiendo lo que ha ido almacenando en el suelo y en diferentes oquedades de los árboles y las rocas. Desarrolla su actividad en los árboles aunque no duda en bajar de ellos para recoger alimento. También nada con soltura, sirviéndole la cola como timón para cambiar la dirección de su desplazamiento.

## Reproducción y mortandad
El periodo reproductivo sucede a fines del invierno y en verano. Una hembra tiene dos camadas por año, usualmente con tres o cuatro crías, excepcionalmente seis. La gestación dura entre treinta y ocho y treinta y nueve días. Nacen desvalidos, ciegos, sordos, pesando 10-15 g; su cuerpo se cubre de pelo a los veintiún días, ojos y orejas se abren después de tres o cuatro semanas, desarrollan su dentadura a los cuarenta y dos días. Comienzan a comer sólido a los cuarenta días y el destete se produce entre ocho y diez semanas.
Los machos detectan a las hembras en estro por su olor, y aunque no hay cortejo y múltiples machos avanzan a una sola hembra fértil, finalmente el macho dominante, usualmente el más grande del grupo, se junta con ella. Machos y hembras se aparean múltiples veces con muchos compañeros. La hembra debe alcanzar un mínimo peso corporal antes de entrar en estro y la hembra más pesada produce más crías. Si el alimento escasea, la preñez puede perderse. Típicamente, una hembra produce su primera camada al segundo año.
La esperanza de vida es, en promedio, de cinco años, aunque en cautividad pueden llegar hasta los 10. La supervivencia está positivamente vinculada a la disponibilidad de semillas en otoño-invierno. El 75-85 % de los jóvenes muere durante su primer invierno, y la mortalidad es aproximadamente del 50 % para los inviernos subsiguientes.

## Taxonomía

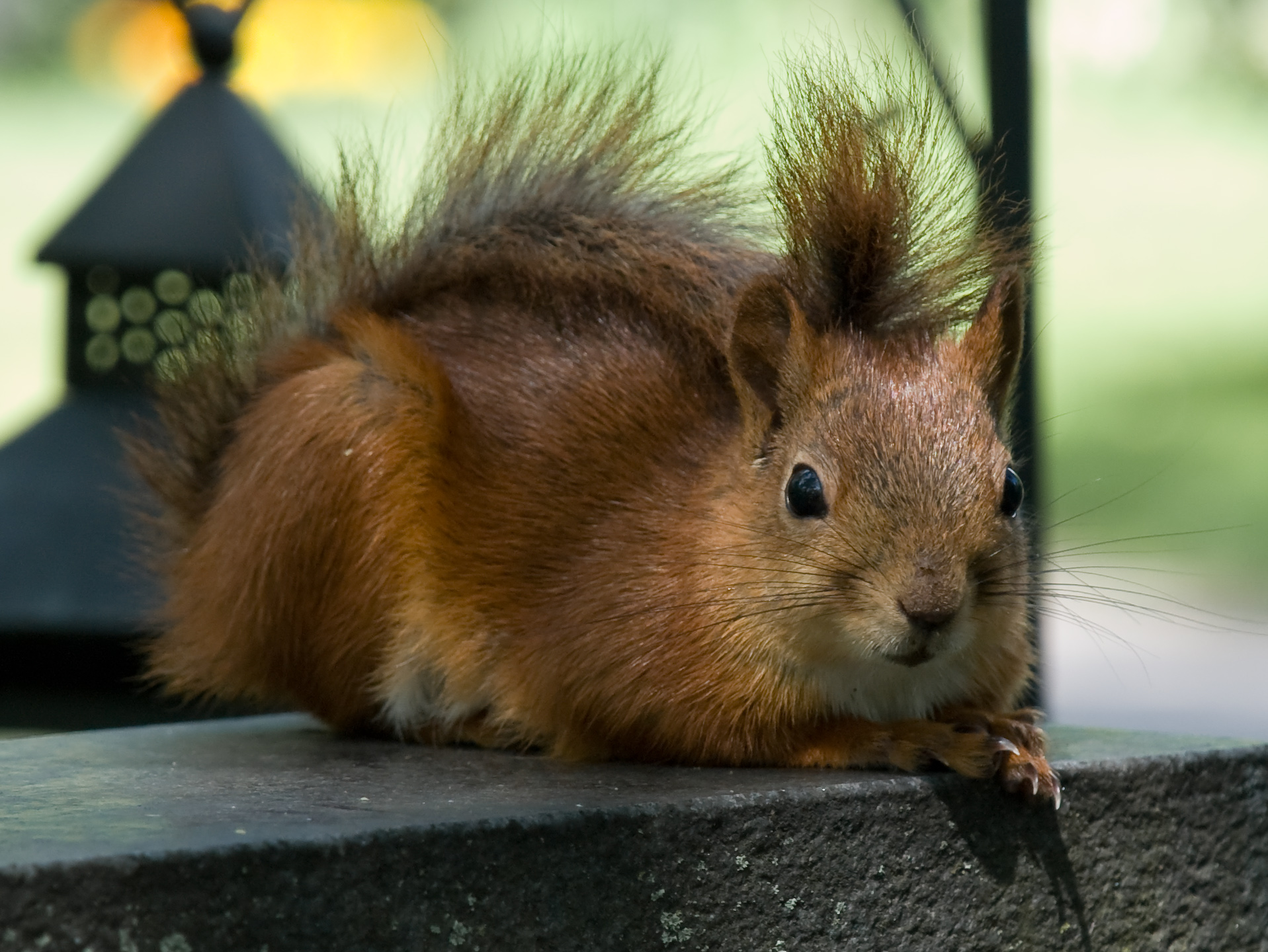
Ardilla roja

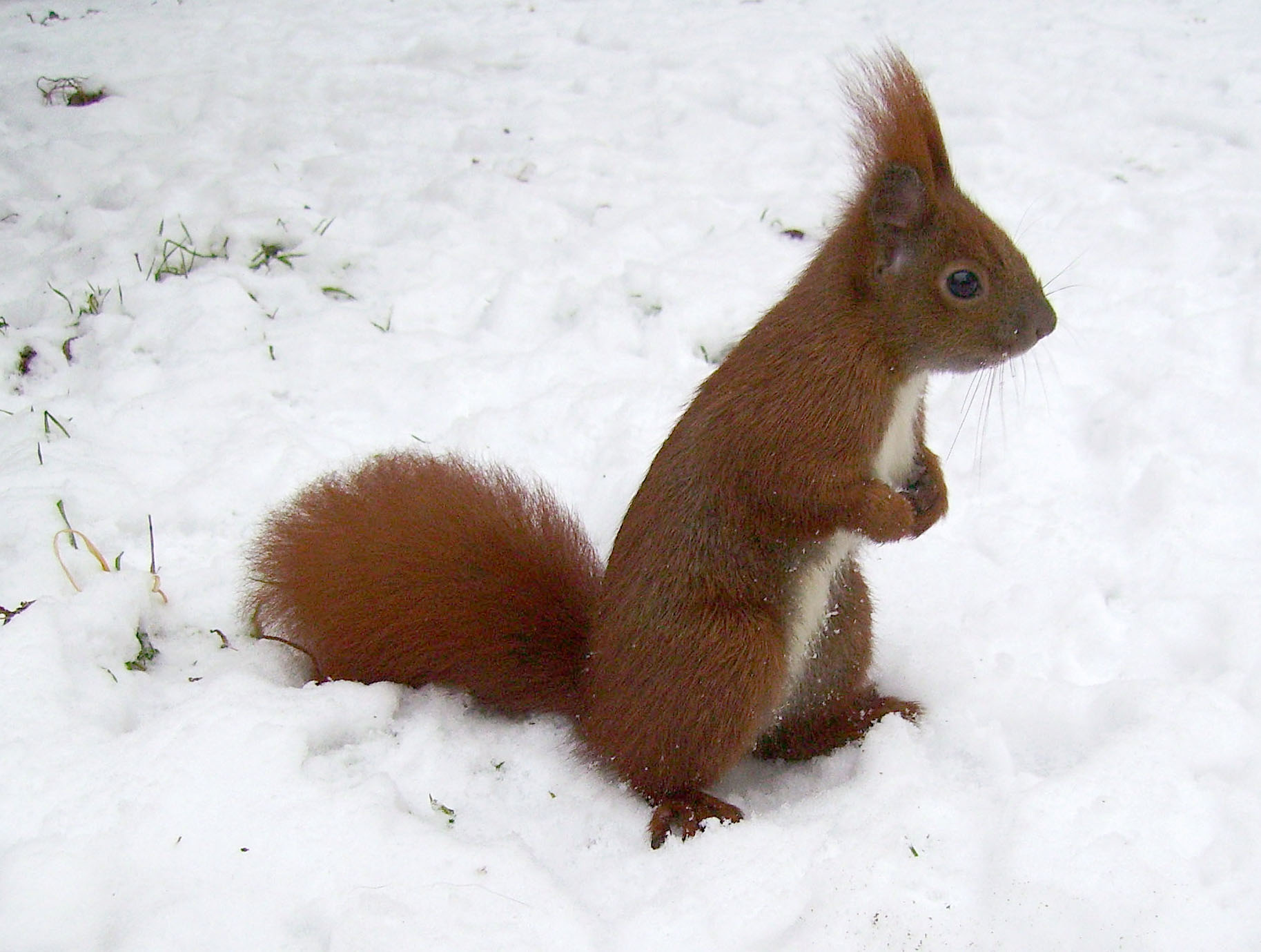
Ardilla en la nieve

Se llegaron a nombrar hasta cuarenta subespecies, aunque el estatus taxonómico de muchas es incierto. Un estudio de 1971 reconocía dieciséis subespecies y sirvió de base para trabajos taxonómicos posteriores. En la actualidad,[¿cuándo?] el número de subespecies reconocidas es de veintitrés.

## Galería de imágenes

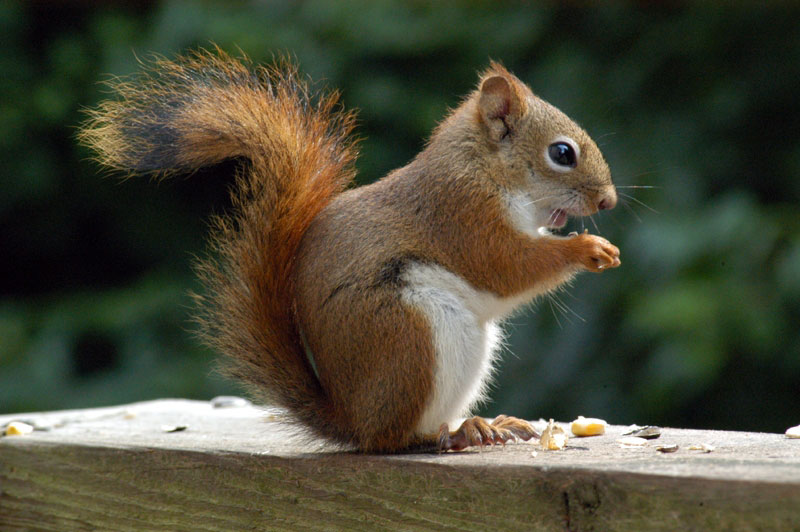
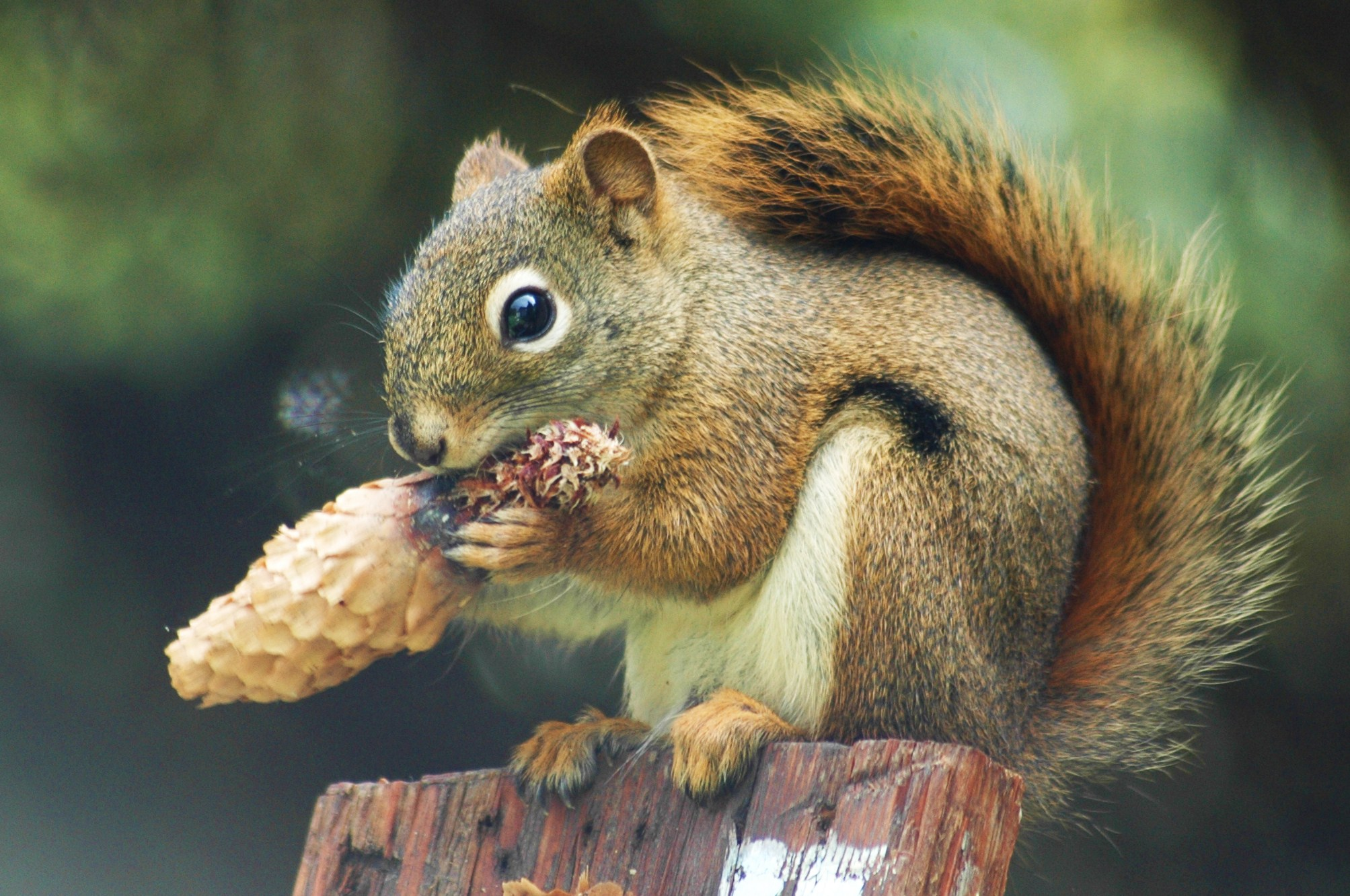
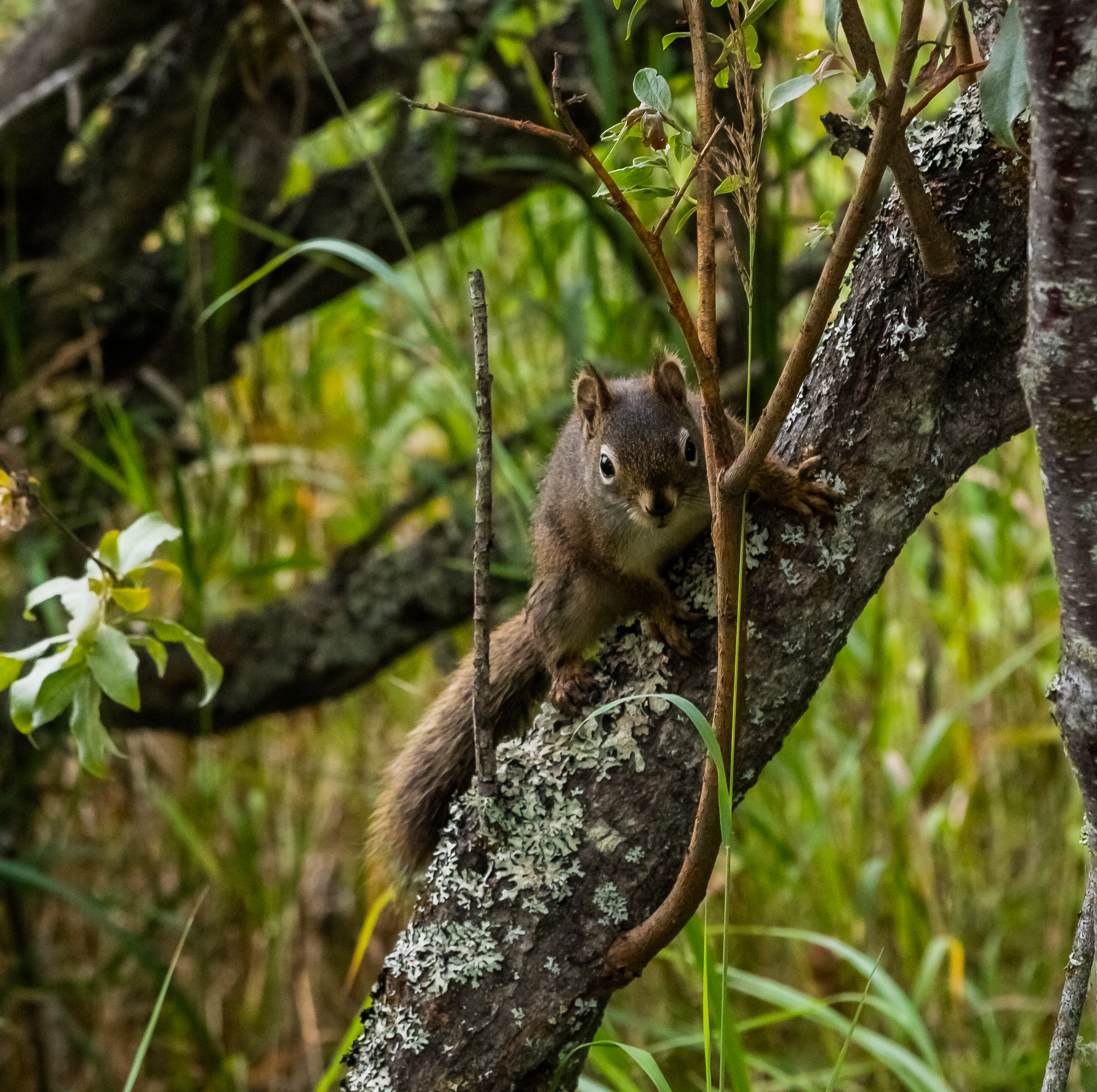
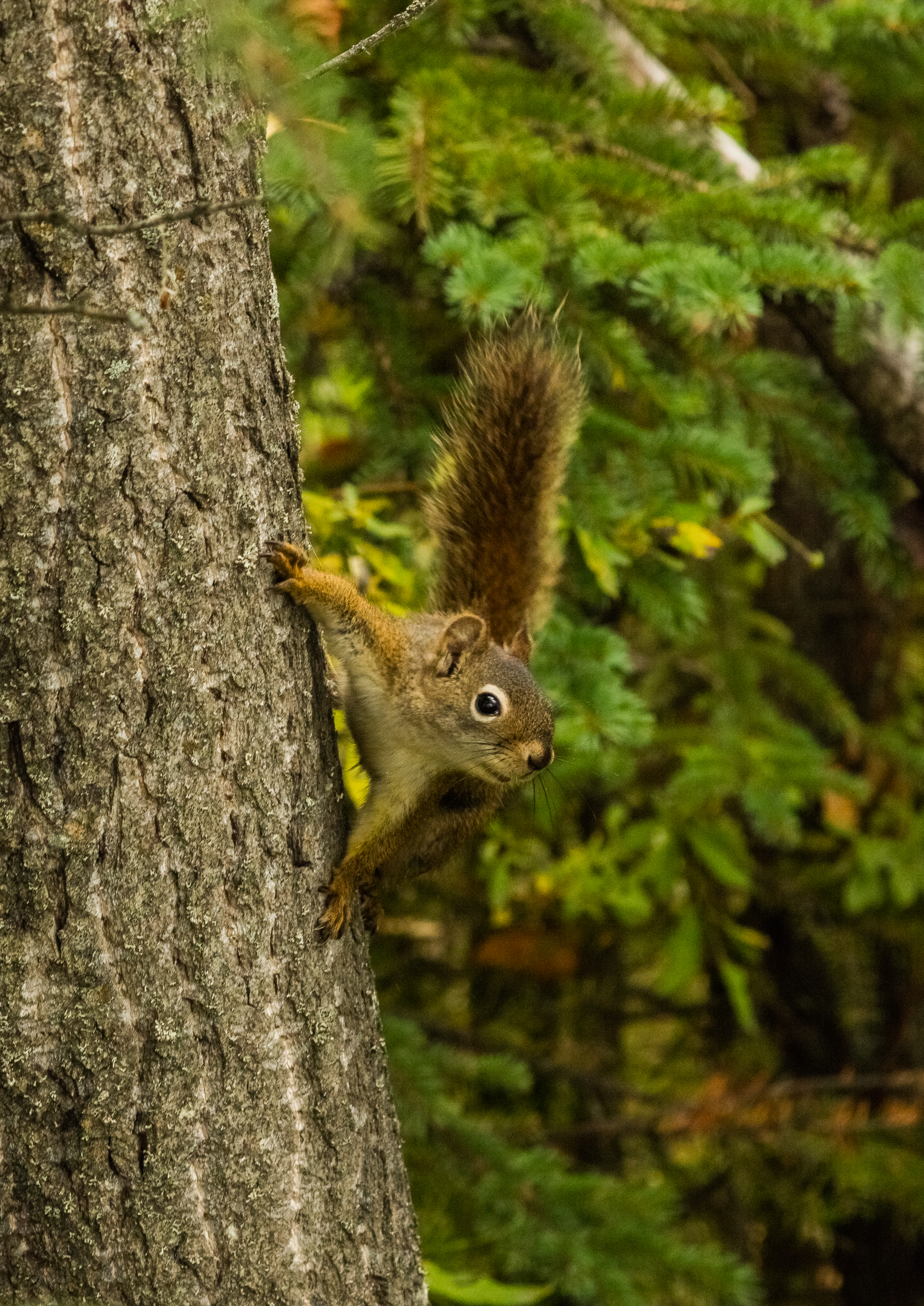
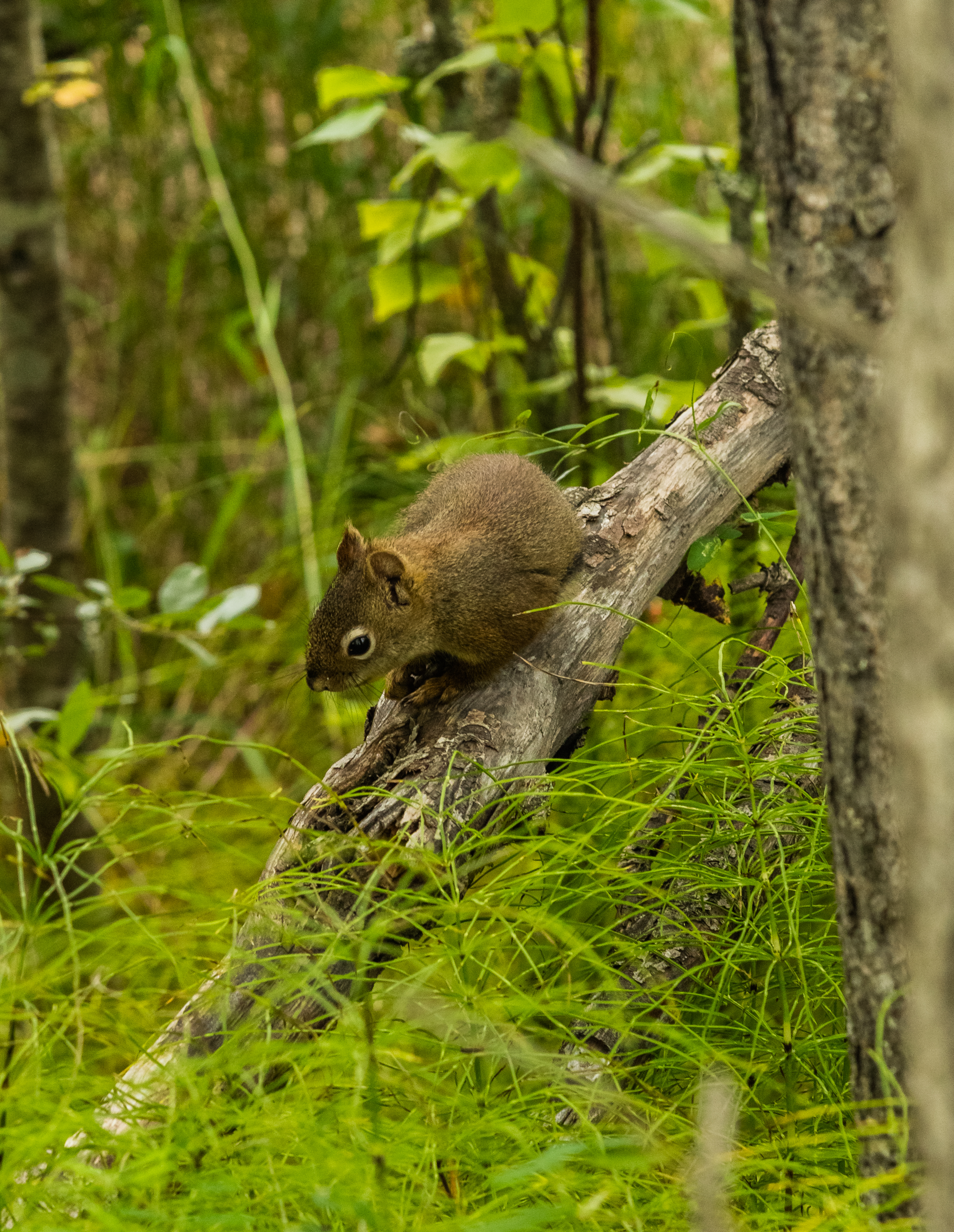

- Datos: Q326976
- Multimedia: Tamiasciurus hudsonicus / Q326976
- Especies: Tamiasciurus hudsonicus